# Hotaru Yamaguchi
Hotaru Yamaguchi (jap. 山口 蛍, Yamaguchi Hotaru; * 6. Oktober 1990 in Nabari) ist ein japanischer Fußballspieler.

## Vereinskarriere

### Cerezo Osaka
Von 2009 bis Ende 2015 stand Yamaguchi bei Cerezo Osaka unter Vertrag. Zuvor durchlief er beginnend ab 2003 deren Jugendmannschaften. 2009 bestritt er 3 Ligaspiele in der J2 League und am Ende der Saison stieg die Mannschaft in die erste Liga auf. In den folgenden 102 Ligaspielen in der J1 League konnte er zehn Tore erzielen und acht weitere vorbereiten. Yamaguchi ist ein defensiver Mittelfeldspieler, der vor allem durch hohe Laufbereitschaft auffällt und während eines Spiels überdurchschnittlich viele Kilometer läuft. Diese Laufstärke brachte ihm den Spitznamen Dynamo ein. Yamaguchi bestritt zehn Spiele in der AFC Champions League, 16 Spiele im J. League Cup (1 Tor) und zwei Spiele im Kaiserpokal. Die Saison 2014 beendete Cerezo Osaka auf dem 17. Platz und stieg in die zweite Liga ab. In 35 Spielen konnte er ein Tor erzielen und vier weitere vorbereiten. Der Mannschaft gelang am Ende der Saison durch zwei erfolgreiche Spiele in den  J2 Aufstieg-Playoffs der direkte Wiederaufstieg.

### Hannover 96
Zum 1. Januar 2016 wechselte Yamaguchi in die deutsche Bundesliga zu Hannover 96. Nach dem Abstieg Hannovers in die 2. Bundesliga wechselte er im Juni 2016 zurück zu seinem vorherigen Verein Cerezo Osaka.

## Vissel Kōbe
Seit Anfang 2019 steht er bei Vissel Kōbe unter Vertrag. Am Ende der Saison 2023 feierte er mit dem Verein aus Kōbe die japanische Meisterschaft. Am 24. November 2024 stand er mit Vissel Kōbe im Endspiel des Kaiserpokals. Gegen Gamba Osaka gewann man durch das Tor von Taisei Miyashiro mit 1:0. Am Ende der Saison 2024 feierte er mit Vissel zum zweiten Mal die japanische Meisterschaft.

## V-Varen Nagasaki
Zu Beginn der Saison 2025 wechselte er zum Zweitligisten V-Varen Nagasaki.

## Nationalmannschaft
2013 debütierte Yamaguchi für die japanische Fußballnationalmannschaft. Zuvor war er Spieler der U-23-Auswahl. Für diese Auswahl bestritt er sechs Partien. Yamaguchi war Teil der japanischen Olympia-Fußballmannschaft, die an den Olympischen Sommerspielen 2012 in London teilnahm. Er bestritt 2 Spiele und erreichte mit seiner Mannschaft Platz vier. Mit der japanischen Nationalmannschaft qualifizierte er sich erfolgreich für die Weltmeisterschaft 2014. Bei der Weltmeisterschaft 2018 in Russland kam er mit der japanischen Nationalmannschaft ins Achtelfinale.

## Erfolge
Cerezo Osaka
- Japanischer Ligapokalsieger: 2017
- Japanischer Pokalsieger: 2017
- Japanischer Supercupsieger: 2018

Vissel Kōbe
- Japanischer Pokalsieger: 2019, 2024
- Japanischer Supercupsieger: 2020
- Japanischer Meister: 2023, 2024

## Auszeichnungen
- J. League Best Eleven: 2013